# Microhierax latifrons
Microhierax latifrons là một loài chim trong họ Falconidae.